# Brandon Jacobson
Brandon Jacobson (Plainfield, 14 novembre 2003) è uno scacchista statunitense.
Ha ottenuto il titolo di Grande Maestro nel 2020.
In novembre 2019 ha vinto il torneo Chess Max Academy di New York con 6,5/9.
Ha conseguito la terza norma di grande maestro in gennaio 2020, dopo aver vinto  l'open di Charlotte davanti ai grandi maestri Cemil Can Ali Marandi, Akshat Chandra e Andrew Tang.
Ha raggiunto il massimo rating FIDE in gennaio 2022, con 2533  punti Elo.

Nel Maggio 2024, è stato coinvolto in uno scandalo dopo aver battuto in un match di circa 70 partite blitz il Gran maestro Daniel Naroditsky usando l'account anonimo Viih_sou. Jacobson vinse il match iniziando tutte le partite con 1 A4 2 Ra3 da bianco e con 1 a5 2 Ra6 da nero, sacrificando una qualità. L'impresa porto la comunità scacchistica a ipotizzare che il giocatore anonimo fosse uno dei migliori super gran maestri al mondo o un cheater